# Honaïne
Honaïne è un comune dell'Algeria, situato nella provincia di Tlemcen. Confina a nord con il mar Mediterraneo, ad ovest con Dar Yaghmouracene, a sud con Beni Ouarsous, ed ad est con Beni Khellad.

## Geografia fisica
La città si trova sulla costa, alle pendici del Trara occidentale, modesta catena montuosa, estremo prolungamento occidentale dell'Atlante Telliano.

## Storia
Durante l'impero romano Honaïne si chiamava "Gypsaria" quando era una civitas della provincia della Mauretania Caesariensis.
Honaïne fu importante porto del regno di Tlemcen tra il XIV e XVI secolo. Ospitava anche una folta comunità ebraica e "franca", ovvero mercanti europei, tra cui molti italiani; fu tra l'altro il porto di partenza del mercante ed esploratore genovese Antonio Malfante, diretto nell'Africa subsahariana. La città venne distrutta dagli spagnoli di Carlo V d'Asburgo nel 1534.

## Trasporti e infrastrutture
La città dispone di un porto e di un dissalatore, capace di produrre 200.000 metri cubi di acqua potabile al giorno.
È collegato tramite la W104 ad Beni Khellad.

## Geografia antropica
Il comune, capoluogo dell'omonimo distretto, è stato istituito nel 1984.
Località del comune sono:
- Honaïne
- Tafsout
- Ouled Youcef
- Tadjera